# Деградація довкілля
Деградація довкілля — погіршення властивостей довкілля в результаті впливу природних або антропогенних факторів, або одночасне погіршення природних та соціальних умов середовища для життя.
Деградація природи виражається в повній втраті здатності природи виконувати відтворювальні функції стосовно ресурсів і середовища. Деградація природи можлива як в результаті нерегульованої людської діяльності, так і природних причин; може бути наслідком стихійних природних процесів: землетрусів, виверження вулканів, ураганів тощо